# Fuite à Opar
 (mai 2019).
Fuite à Opar (titre original : Flight to Opar) est un roman de fantasy de l’écrivain américain Philip José Farmer. Il est paru en 1976 puis a été traduit en français et publié en 1977.

## Résumé
Le roi Minruth a usurpé le pouvoir à Khokarsa. Il revendique la primauté du dieu masculin Resu sur la déesse Kho représentée par la grande prêtresse, sa fille Avineth. 
Hadon, vainqueur des Grands jeux, fuit devant les soldats pour mettre en sécurité Avineth qui veut regagner sa prépondérance. Leur groupe est aussi composé de Lalila, l’étrangère aux yeux violets dont il est amoureux, le nain Paga, le scribe Hinokky et le barde Kebiwabes. 
Arrivés dans un temple de Kho où Avineth organise la reconquête de son trône, l’oracle prédit que Lalila, enceinte, doit accoucher d’une fille qui aura un grand avenir si elle nait à Opar. Telle sera donc la nouvelle destination du petit groupe.
Après quelques batailles avec leurs poursuivants ou opposants, des combats avec des bandits et une lutte contre les éléments naturels mais aussi une rencontre avec l’inventeur d’une voile triangulaire qui accroît la rapidité de son bateau, ils parviennent à Opar.
Là, la prêtresse Klyhy, présente à Hadon leur fils, issu de la nuit de son départ, quatre ans plus tôt. Klyhy leur annonce que le roi Gamori est ambitieux et en mauvais termes avec sa femme, la grande prêtresse Phebha. Il pourrait être tenté de donner la suprématie au dieu flamboyant Resu sur Kho, la Mère de tous. La découverte de l’arrivée d’Hadon, recherché dans tout l’empire par Minruth, accélère sa prise de position. Hadon vaincra au terme d’une poursuite dans les souterrains et une ruse visant à renforcer l’emprise de Kho.

## Analyse et commentaire
L’auteur s’est inspiré de la cité oubliée d’Opar décrite par Edgar Rice Burroughs dans Tarzan pour construire cette série d’heroic fantasy.